# Semper fidelis (film 1999)
Semper fidelis – polski film dokumentalny z 1999 w reżyserii Aliny Czerniakowskiej.
Autorka filmu Alina Czerniakowska przedstawiła postać architekta i popularyzatora lwowskich zabytków Witolda Szolgini. Bohater dokumentu urodził się we Lwowie w 1923. Po II wojnie światowej został zmuszony do opuszczenia miasta. Zamieszkał w Warszawie. W swoich książkach przedstawiał życie lwowskie, jego kulturę i architekturę. W mieszkaniu Szolgini czuło się atmosferę lwowskiego Łyczakowa. Architekt i poeta zmarł w Warszawie w 1996. Został pochowany na Cmentarzu Powązkowskim. W filmie wykorzystano materiały archiwalne Telewizji Polskiej, Wytwórni Filmów Dokumentalnych i Fabularnych oraz z prywatnych zbiorów bohatera. Wykonawczynią utworu skrzypcowego była skrzypaczka Marzena Zawierska.